# Denis Moschitto
Denis Moschitto (Colònia, Alemanya, 22 de juny de 1977) és un actor alemany conegut pels papers de protagonista a Kebab Connection i Chiko i per l'aparició a A l'ombra el 2017.

## Biografia
Nascut en una família de pare italià i mare turca. A principis dels 1990 va treballar en el món de la programació de demoscene i de tracker amb el pseudònim de Merlin M.
Va debutar al cinema l'any 1999 amb Ein Lied von Liebe und Tod de Rolf Schübel, posteriorment va aparèixer principalment en pel·lícules juvenils com No More School (2000) o No Regrets (2001). El seu primer paper protagonista el va interpretar el 2004 a la comèdia Süperseks i el mateix any a Kebab Connection on feia d'Ibo, un jove de família turca que vol arribar a ser el director de la primera pel·lícula alemanya de Kungfu. El 2008 va protagonitzar Chiko, produïda per Fatih Akin, on interpreta a un petit gàngster d'Hamburg que vol arribar "al cim" per tots els mitjans possibles.
A més a més de la seva feina com a actor, Moschitto és coautor dels llibres d'informàtica Hackerland i Hackertales i músic de les bandes Scoopex i Shining-8.

## Filmografia
- 1999. Ein Lied von Liebe und Tod
- 2000. Schule
- 2001. Nichts bereuen
- 2003. Northern Star
- 2003. Die Klasse von ’99
- 2004. Süperseks
- 2004. Kebab Connection
- 2007. Meine böse Freundin
- 2008. Chiko
- 2008. 1+1/2 Ritter – Auf der Suche nach der hinreißenden Herzelinde
- 2009. Tatort (episodi "Familienaufstellung")
- 2009. Deutschland 09 – 13 kurze Filme zur Lage der Nation
- 2011. Rubbeldiekatz
- 2011. Almanya – Willkommen in Deutschland
- 2013. Closed Circuit
- 2014. Coming In
- 2017. Wilde Maus
- 2017. A l'ombra
- 2019. Bella Germania
- 2020. Dem Horizont so nah
- 2022. Rheingold

## Premis i nominacions
El 2003, Moschitto va guanyar el premi Günter-Strack-Fernsehpreis com a millor actor jove. I el 2009, va ser nominat al Premis del Cinema Alemany com a millor actor per la seva actuació a Chiko.